# Jack Gibbons
Jack Gibbons (2 de marzo de 1962) es un compositor clásico inglés y pianista virtuoso.

## Biografía
Gibbons nació en Inglaterra.  Su padre es un científico y su madre un artista visual. Comenzó sus estudios de piano en Stockton-on-Tees, más tarde continuaron en Oxford. Empezó a interpretar en público a la edad de 10. Hizo su debut de Londres en 1979, a la edad de 17, con concierto de obras de Alkan que incluyeron el Concierto para piano solo y la Obertura Op. 39. A la edad de 20 ganó Primer Premio en el Concurso Internacional de Pianoforte de Newport, con una interpretación con la Orquesta Sinfónica de la BBC de Gales del Concierto para piano no. 4 de Beethoven . En 1984 hizo su debut de Sala de la Reina Elizabeth interpretando las Variaciones Goldberg, BWV 988 de J.S. Bach, la Sonata para piano n.º 2 de Chopin y Gaspard de la nuit de Ravel. Después de es recital The Times escribió que Gibbons "podría ser la respuesta de Gran Bretaña a Ivo Pogorelich". Desde entonces Gibbons ha tocado en muchos festivales y locaciones prestigiosas en todo el mundo, así como recitales y conciertos solistas.
A los 16 años, de 1990 a 2005, Gibbons dio conciertos anuales de la obra de Gershwin en la sala Reina Elizabeth de Londres, con un excepción del año 2001 debido a un casi fatal accidente automovilístico. Estos conciertos cuentan con las propias reconstrucciones y transcripciones de notas de Gibbons de las improvisaciones grabadas originales y obras de concierto de George Gershwin. En los 16 años de sus conciertos de las obras de Gershwin en la Sala Reina Elizabeth, Gibbons ha realizado premieres mundiales de al menos 48 obras originales reconstruidas de Gershwin. Desde 1994 también ha dado conciertos similares de obras de Gershwin en la Sala Merkin de Nueva York, en la Sala de conciertos "Alice Tully Hall" y en el Carnegie Hall.
En 1992 Gibbons grabó por primera vez para el sello Hyperion (con El Río Grande de Lambert Constante). La grabación estuvo nominada para un Premio Gramophone y galardonado con una guirnalda de 3 estrellas de Penguin Guide. Entre 1992 y 1997 Gibbons grabó un set de 4-CD con la grabación titulada "The Authentic George Gershwin", el cual ganó un MRA (Music Retailers Award, por sus siglas en ingñés). Dicho disco fue emitido por la etiqueta británica ASV. Las grabaciones de Gibbons "Authentic George Gershwin" fueron descritas por Classic CD como "un testimonio único del genio de Gershwin".
En enero de 1995, en Oxford, Gibbons se convirtió en el primer pianista en interpretar los Douze Etudes dans les Tons Mineurs, Op. 39 de Alkan en un concierto solista (el concierto fue repetido el año siguiente en la Sala Reina Elizabeth, Londres). El mismo mes Gibbons grabó la obra (su primer registro digital) para el sello ASV, Gramophone describió la grabación como "entre las hazañas más emocionantes del pianismo que he escuchado en disco". El mismo año, el 27 de agosto de 1995, Gibbons hizo su debut en los conciertos de la BBC Proms en el Royal Albert Hall con Rhapsody in Bluede Gershwin, la BBC describió a Gibbons como "el pianista Gershwin de nuestro tiempo". En 1997 Gibbons escribió y presentó un programa para la BBC sobre George Gershwin en preparación para el centenario del nacimiento del compositor, con el actor Sir Ben Kingsley proporcionando la voz de George Gershwin.
En Marcha 2001, Gibbons estuvo implicado en un accidente automovilístico que amenazó su vida. El accidente y la recuperación de Gibbons fueron objeto de mucha atención mediática por parte de periódicos, televisión y radio, como el Sunday Times, Gramophone, BBC, etc. Michael Church en el Daily Express describió el regreso de Gibbons a la plataforma de conciertos como "milagroso" y "valiente". Después de su grave accidente automovilístico, Gibbons le prestó cada vez más atención a la composición en lugar de su carrera como intérprete. Después de ciertos éxitos de la infancia como compositor, Gibbons había abandonado la composición durante 25 años a favor de la interpretación. La música de Gibbons se ha presentado desde entonces en el Carnegie Hall de Nueva York, el Queen Elizabeth Hall en Londres, y grabado por la BBC. La producción de Gibbons hasta la fecha (octubre de 2010) incluye más de 40 canciones y obras corales (principalmente para voz de soprano), 20 obras para piano solo y dos obras para orquesta de cuerdas.
La carrera de Gibbons todavía continúa junto con su faceta de compositor. En marzo de 2007 Gibbons dio la primera interpretación en el Carnegie Hall del Concierto para piano solo de Alkan, en conmemoración del 150 aniversario de la publicación de la obra en París en 1857. Gibbons continúa interpretado en Oxford, donde ha estado presentando y tocando un festival de verano anual de piano cada año sin interrupción desde 1988.
El 21 de junio de 2010 la Universidad Davis & Elkins en Elkins, Virginia Occidental, EE. UU., anunció que Jack Gibbons se convertiría en artista en residencia de la universidad, a partir de agosto de 2010.

## Obras
Lista de composiciones de Jack Gibbons por categoría

### Orquestal
- Lament para ensamble de cuerdas, Op. 41
- Serenade para ensamble cuerdas, Op. 71

### Coral
- Ave verum corpus, Op. 89
- Ave verum corpus, Op. 90
- My heart is like a singing bird, Op. 91
- Christmas Bells, Op. 92
- The Lamb Child, Op. 95
- Tomorrow Shall Be My Dancing Day, Op. 100
- The Virgin's Cradle Hymn, Op. 101

### Canciones
- Sonnet: Remember me (letra de Christina Rossetti), Op. 12
- Phantom of Delight (letra de William Wordsworth), Op. 13
- When We Two Parted (letra de Lord Byron), Op. 14
- I'll Not Weep (letra de Emily Brontë), Op. 15
- Beloved Again (letra de Emily Brontë), Op. 16
- Music, when soft voices die (letra de Percy Bysshe Shelley), Op. 17
- Echo (letra de Christina Rossetti), Op. 18
- Sleep Not (letra de Emily Brontë), Op. 19
- Why? (letra de Christina Rossetti), Op. 20
- Epitaph for a child (letra de Robert Herrick), Op. 21
- The Garden of Love (letra de William Blake), Op. 22
- In The Lane (letra de Christina Rossetti), Op. 23
- Weep you no more (letra de John Dowland), Op. 24
- The Linnet (letra de Walter de la Mare), Op. 25
- Roses for the flush of youth (letra de Christina Rossetti), Op. 26
- The Bourne (letra de Christina Rossetti), Op. 27
- Among the flowers (letra de Christina Rossetti), Op. 28
- Love me, I Love You (letra de Christina Rossetti), Op. 29
- If I Could Shut the Gate (poema anónimo), Op. 31
- Oh What Comes Over the Sea (letra de Christina Rossetti), Op. 32
- Mariana (letra de Christina Rossetti), Op. 33
- Shall Earth No More Inspire Thee (letra de Emily Brontë), Op. 34
- When I am Dead My Dearest (letra de Christina Rossetti), Op. 36
- Echo's Song (letra de Ben Jonson), Op. 40
- Once (letra de Christina Rossetti), Op. 43
- Perhaps (to R.A.L.) (letra de Vera Brittain), Op. 47
- A Life Beyond (letra de Jack Gibbons), Op. 52
- The Sun Is Set (letra de Jack Gibbons), Op. 57
- Sapessi pure! (letra de Christina Rossetti), Op. 58
- Sing A Song of Spring (letra de Jack Gibbons), Op. 60
- May (letra de Christina Rossetti), Op. 61
- A Red, Red Rose (letra de Robert Burns), Op. 62
- I Love My Jean (letra de Robert Burns), Op. 63
- Cradle Song (letra de John Phillip), Op. 64
- A Love Alive (letra de Jack Gibbons), Op. 65
- Life (letra de Charlotte Brontë), Op. 67
- The Parting Day (letra de Edith Wharton), Op. 68
- The One Grief (letra de Edith Wharton), Op. 69
- How Sweet I Roam'd from Field to Field (letra de William Blake), Op. 72
- Longing (letra de Matthew Arnold), Op. 73
- The Aspen (letra de A.E. Houseman), Op. 74
- Roses (letra de Edna St. Vincent Millay), Op. 75
- Lullaby of an Infant Chief (letra de Sir Walter Scott), Op. 76

- Siciliano, Op. 30
- Prelude in A flat, Op. 37
- Tarantela, Op. 38
- Waltz in E major, Op. 39
- Prière, Op. 44
- Song Without Words, Op. 45
- Contredanse, Op. 46
- Song from the Old World, Op. 48
- Waltz in G major, Op. 49
- Music Box, Op. 50
- Lullaby (in memoriam), Op. 51
- Waltz in F minor, Op. 53
- Sarabande, Op. 54
- Waltz in E flat minor, Op. 55
- Prelude in E major, Op. 56
- Shanty, Op. 59
- A New World Song, Op. 66
- Waltz for a musical box, Op. 77
- Waltz in F major, Op. 78
- Nocturne in F sharp, Op. 79
- Melody in F sharp, Op. 80
- Minuetto malinconico, Op. 81
- 7 Esquisses, Op. 82
- Andantino, Op. 83
- Preludio, Op. 84
- Menuetto antico, Op. 85
- Nocturne in D flat, Op. 86
- Menuetto semplice, Op. 87
- Consolation, Op. 88
- Nocturne in B flat minor, Op. 93
- Romance, Op. 96
- Impromptu in C major, Op. 98
- Folk song, Op. 99

### Piano solo
- Ave verum corpus, Op. 89
- Ave verum corpus, Op. 90
- My heart is like a singing bird, Op. 91
- Christmas Bells, Op. 92
- The Lamb Child, Op. 95
- Tomorrow Shall Be My Dancing Day, Op. 100
- The Virgin's Cradle Hymn, Op. 101

### Música de cámara
- Siciliano para flauta y piano, Op. 70
- Siciliano a quattro mani Op. 70a
- Siciliano para flauta, violonchelo y piano, Op. 70b
- Song Prelude, para piano dueto, Op. 94